# Maître Adam
Maître Adam, (Florence ...- 1281) est un faux-monnayeur du florin florentin cité par Dante Alighieri dans la Divine Comédie (Enfer, Chant XXX, vv. 46-90).

## Histoire
Dante rencontre Maître Adam dans la fosse des faussaires, affecté d'un œdème qui lui déforme le corps en lui gonflant démesurément le ventre. Quand le damné se présente, Dante rappelle comment celui-ci a vécu à Casentino près de Romena, où les comtes Guidi (Guido, Alessandro et Aghinolfo) le poussèrent à falsifier la monnaie florentine en enlevant trois carats d'or des vingt-quatre et en les remplaçant par du métal sans valeur.
À partir de ces éléments, les chercheurs ont retrouvé des documents concernant un Maître Adam anglais, qui s'était probablement établi à Brescia et documenté à Bologne en 1270, où il devait se trouver afin d'étudier. En effet le terme Maître (« Maestro ») suppose la possession d'un titre académique. En 1277 il était décrit comme familiare comitum de Romena.
En 1281 Maître Adam a été capturé par la seigneurie florentine et brûlé vif pour le délit commis.
Les historiens mettent en doute l'hypothèse selon laquelle ce fait ait été à l'origine du toponyme Omomorto, (« Homme mort ») du petit village de Casentino. Ce toponyme est en effet employé dans d'autres endroits de l'Apennin tosco-émilien.

## Divine Comédie
Le portrait qu'en fait Dante est parmi les plus hétérogènes de l'Enfer, avec des émotions allant du grotesque à la mélancolie, du biblique au pathétique et au plus mauvais style comico-réaliste lors de la bagarre avec le Grec Sinon, ce pourquoi Dante est sermonné par Virgile pour l'avoir trouvé arrêté à se divertir d'un spectacle aussi bas et vulgaire.

« J’en vis un qui aurait eu la forme du luth, si l’âme eût été tronquée à l’endroit où l’homme se bifurque. La lourde hydropisie, qui, avec l’humeur qu’elle convertit mal, disproportionne tellement les membres que le visage au ventre point ne répond, lui faisait tenir les lèvres ouvertes, comme fait un clique, qui de soif abaisse l’une vers le menton et relève l’autre. « O vous qui, sans aucune souffrance (et je ne sais pourquoi), êtes dans le monde désolé, nous dit-il ; regardez et considérez la misère de maître Adam. Vivant, j’eus à profusion ce que je voulais, et maintenant, malheureux, une goutte d’eau je désire ! Les ruisselets qui, des vertes collines du Casentin, descendent dans l’Arno, mollement sur leur lit roulant leurs fraîches ondes, toujours sont devant moi, et non en vain, leur image m’altérant beaucoup plus que le mal qui décharné mon visage. La sévère Justice, qui me fustige, pour moi fait sourdre, du lieu où je péchai, une plus abondante source de soupirs. Là est Romena, où je falsifiai le métal à l’effigie de Baptiste, ce pourquoi j’ai Mil laissé mon corps bridé. Mais si j’eusse vu ici la misérable âme de Guido, ou d’Alexandre, ou de leur frère, je n’en donnerais pas la vue, pour la fontaine de Branda. Ici dedans est déjà l’un d’eux, si les ombres enragées qui vont autour disent vrai. Mais que me sert, à moi qui ai les membres liés ? Si j’étais seulement encore assez léger pour, en cent ans, avancer d’un pas, je me serais déjà mis en route pour le chercher parmi la gent hideuse, quoique onze milles de circuit ait la bolge, et de largeur pas moins de la moitié. Pour eux suis-je dans une telle famille : ils m’induisirent à frapper les florins qui avaient trois carats d’alliage »

— Commedia, Inf. XXX (texte original) - Trad. Lamennais (1883)